# Ischnoptera bicornuta
Ischnoptera bicornuta är en kackerlacksart som beskrevs av Morgan Hebard 1923. Ischnoptera bicornuta ingår i släktet Ischnoptera och familjen småkackerlackor. Inga underarter finns listade i Catalogue of Life.